# 柳河镇 (柳河县)
柳河镇，是中华人民共和国吉林省通化市柳河县下辖的一个乡镇级行政单位。

## 行政区划
柳河镇下辖以下地区：
砬门子村、复兴村、白家村、杨家炉村、宋油房村、四大门村、包大桥村、陈家村、复新村、联合村、三仙夹村、中安村、柳树村、大郑家村、新发东村、新发西村、里仁村、邵大院村、前仙人村、后仙人村、吉祥村、水背村和永丰村。